# Bariano
Bariano – miejscowość i gmina we Włoszech, w regionie Lombardia, w prowincji Bergamo.
Według danych na styczeń 2009 gminę zamieszkiwało 4396 osób przy gęstości zaludnienia 624,4 os./1 km².